# 쳉 콩 센터

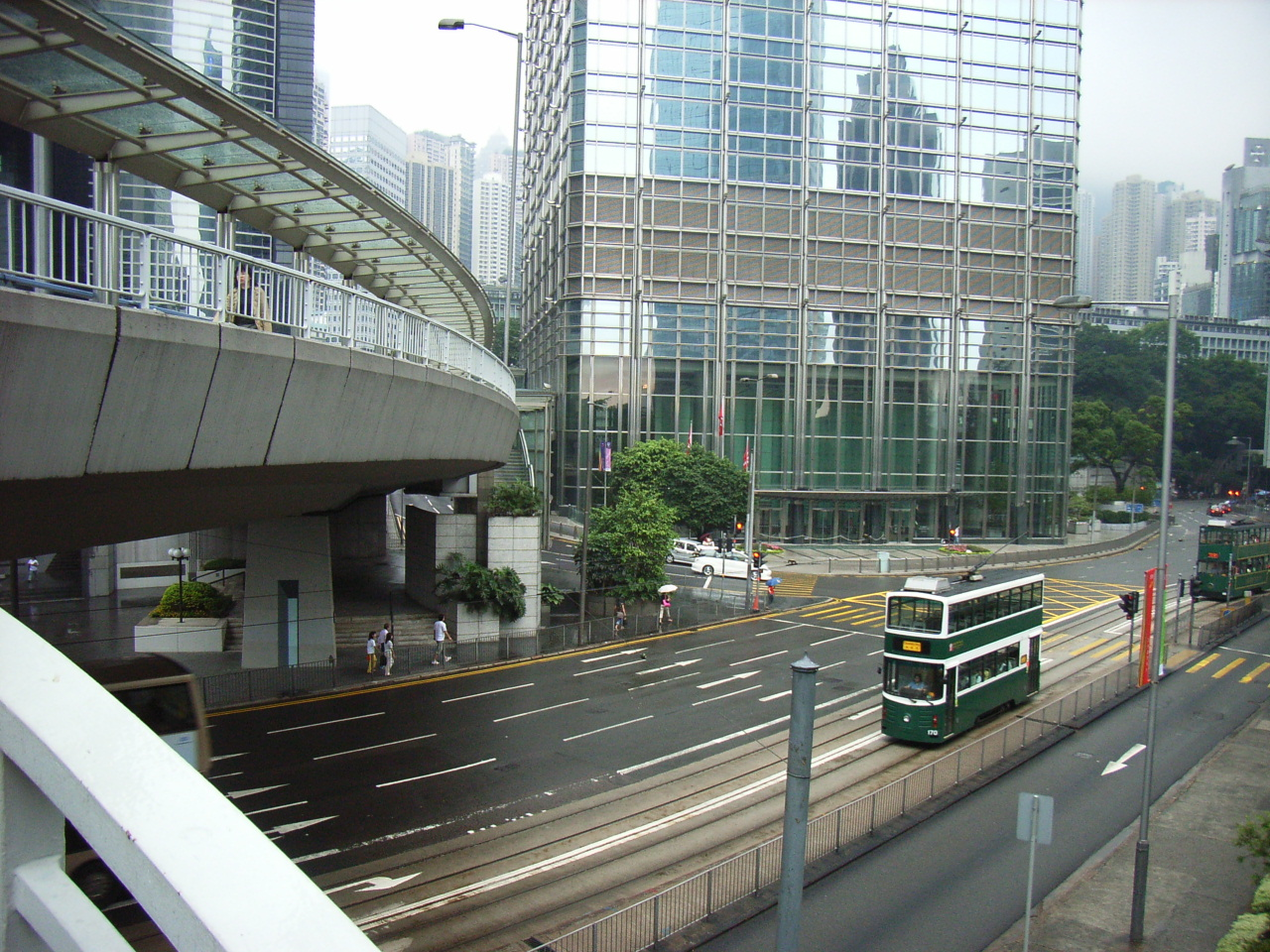
홍콩, 쳉 콩 센터

쳉 콩 센터(영어: Cheung Kong Centre 중국어: 長江集團中心 장강집단중심[*])는 홍콩 중완에 위치한 마천루이다. 건물 설계는 시저 펠리(Cesar Pelli)가 하였다. HSBC 홍콩 본점 빌딩과 중국은행 타워 사이에 위치한다. 층 수는 62층에며 건물 높이는 263 m이다. 다수의 금융 기관들이 입주해 있다.
이 건물은 예전에 홍콩 힐튼 호텔(1995-6년 철거)과 비콘스필드 하우스(1996년 철거)가 있던 터를 합친 터에 들어서 있다. 이 대지는 1996년 정부가 민간에 매각한 것이다. 총 대지 면적은 약 11705 제곱미터이다.
이 건물은 기업 쳉 콩 홀딩스의 본사이기도 하다. 제일 위층은 쳉 콩 홀딩스의 회장 리 카 싱이 사용한다. 그가 그의 경호원들에게 둘러싸인 상태로 화물용 승강기를 전용 모드로 동작시켜 중간 층에 들르지 않고 꼭대기 층에 오르는 모습을 자주 볼 수 있다고 한다.

## 개발과 건축 용지 획득
예전의 26층짜리 힐튼 호텔은 허치슨 왐포아가 소유하고 있었는데, 힐튼 호텔 그룹에 50년 동안 호텔을 운영할 수 있는 라이선스를 해 주고 있었다. 허치슨은 1994년 남아 있던 20년의 라이선스 기간을 1억 2500만 미국 달러에 다시 매입하였다.
쳉 콩 측은 최초에는 힐튼 호텔의 부지를 개발하여 고층의 사무/상업용 콤플렉스를 건설한다는 계획을 갖고 있었다. 약 5574 제곱미터의 총 대지 면적을 사용한다는 방침이었다. 쳉 콩 홀딩스 측은 호텔 부지 옆 부지들도 흡수/통합하여 프로젝트를 크게 키우고 효율성도 높일 요량이었다. 1993년 5월 경 홍콩 정부와 비밀 회담을 갖고서는 3,130 m²짜리 정부 소유 주차장 부지와 1,700m²짜리 비콘스필드 하우스 부지를 요구했다. 회담은 1995년까지 이어졌다.
집행 위원회(Executive Council)는 대지의 매각을 1995년 4월 승인하였다. 약 55억 홍콩 달러의 대지 가격이었다.
1995년 9월, 도시 계획 당국은 합병된 9900 m²의 대지에 대한 건축 계획을 승인하였다. 1500%의 용적률(plot ratio of 15)이고, 총 연면적 14만 8644m² (1000 대 주차 용량의 주차 공간 포함)인 건축 계획이었다. 개발 회사 구 힐튼 호텔 부지에는 주로 쳉 콩 센터의 건물 부분이 지어진다는 점과 구 비콘스필드 하우스 부지와 정부 소유 주차장 부지에는 많은 부분이 공원과 공공 시설이 들어서도록 한다는 점에 동의하였다.

## 건물 디자인
이 건물은 세계적으로 명성을 떨치고 있는 건축과 레오 A. 달리와 시저 펠리가 설계하였다. 예술적일 뿐만 아니라 효율적인 사무실 환경을 갖도록 설계된 것으로 평가 받고 있다.
외벽은 균일한 유리 패널(glass panels)이다. 각각의 패널 크기는 2.4m x 2.1m이다. 건물 입주자에게 360도 파노라마 전망을 선사하고 있다. 패널에는 광섬유가 들어가 있다. 야간에 빛을 내게 해, 시기에 맞추어 적절한 메시지를 표시할 수 있도록 해 주는 기능이 들어가 있다.
건물의 각 층의 바닥은 약 20000 제곱피트에서 22000 제곱피트 정도의 면적을 갖는다. 기둥이 입주자(회사)들은 적은 비용을 들여 이 기둥 없는 공간의 전체 플로어 플랜을 다시 짤 수도 있다 한다. 공조 시스템과 광섬유 통신망이 제공된다.
건물의 승강기는 미쯔비시에서 공급하였다. 최대 9 미터 매 초의 속력이다. 각 승강기에는 위쪽에 플라즈마 디스플레이가 달려 있다. 그 디스플레이를 통해 블룸버그 TV가 상영된다.

## 입주회사
골드만 삭스, 매킨지, 블룸버그, ABN AMRO, 도이체방크, 로벨스, 시몬스 & 시몬스, CIBC 월드 마켓, 프라이스워터하우스 쿠퍼스 등등이 입주회사들이다.
골드만 삭스(아시아)는 8개-반 층에 대해 12년간의 임대 계약을 한 것으로 보도되었다. 골드만 삭스가 가장 많은 층을 차지하는 입주자이다. 허치슨이 골드만 삭스에게 2년 반의 무료 임대 기간을 부여한 것으로 추정되고 있다.

## 사소한 사실
"스파이더맨"이라는 별명을 갖고 있는 프랑스인 암벽 등반가 알라인 로버트가 등정한 건물 중 하나이기도 하다.

## 같이 보기
- 홍콩의 마천루 목록